# Zwaluwstaartwouw
De zwaluwstaartwouw (Elanoides forficatus) is een roofvogel uit de familie van de havikachtigen (Accipitridae). De wetenschappelijke naam van de soort werd als Falco forficatus in 1758 gepubliceerd door Carl Linnaeus.

## Kenmerken
De zwaluwstaartwouw is door zijn kenmerkende zwart-witte verenkleed en zijn lange, diepgevorkte staart gemakkelijk te herkennen. De vogel heeft een lengte van 55 tot 65 cm, en een spanwijdte van ongeveer 130 cm.

## Leefwijze
Deze wouw jaagt op insecten, kleine hagedissen, slangen en vogels. Al deze prooien worden, indien niet al te groot, opgegeten zonder dat de zwaluwstaartwouw op de grond komt. Ook is hij in staat om vliegend te drinken.

## Ondersoorten
Er worden twee ondersoorten onderscheiden:
- E. f. forficatus: de zuidoostelijke Verenigde Staten en noordelijk en oostelijk Mexico.
- E. f. yetapa (Vieillot, 1818): van zuidelijk Mexico tot noordelijk Argentinië.

## Externe link

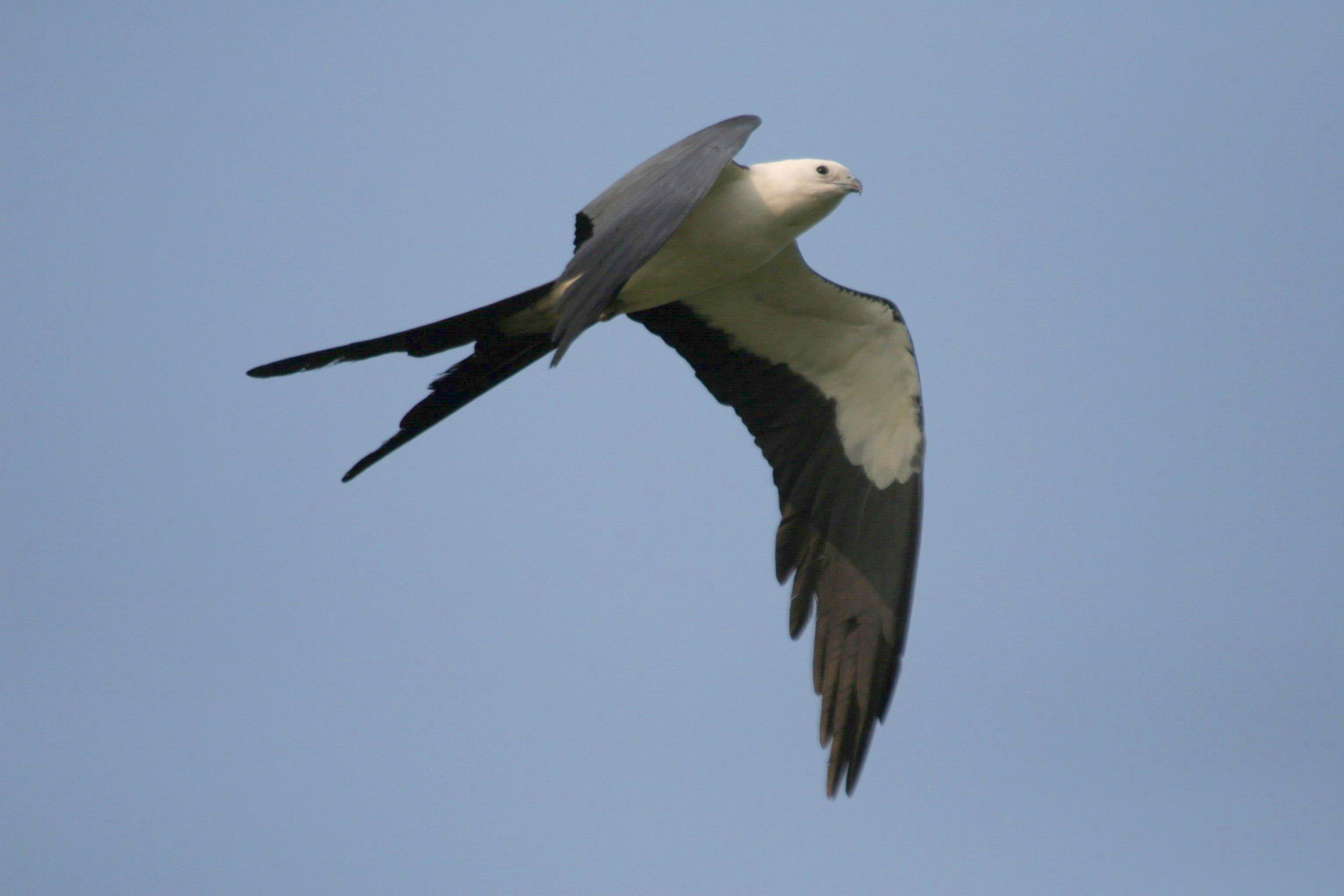